# Nhà độc tài

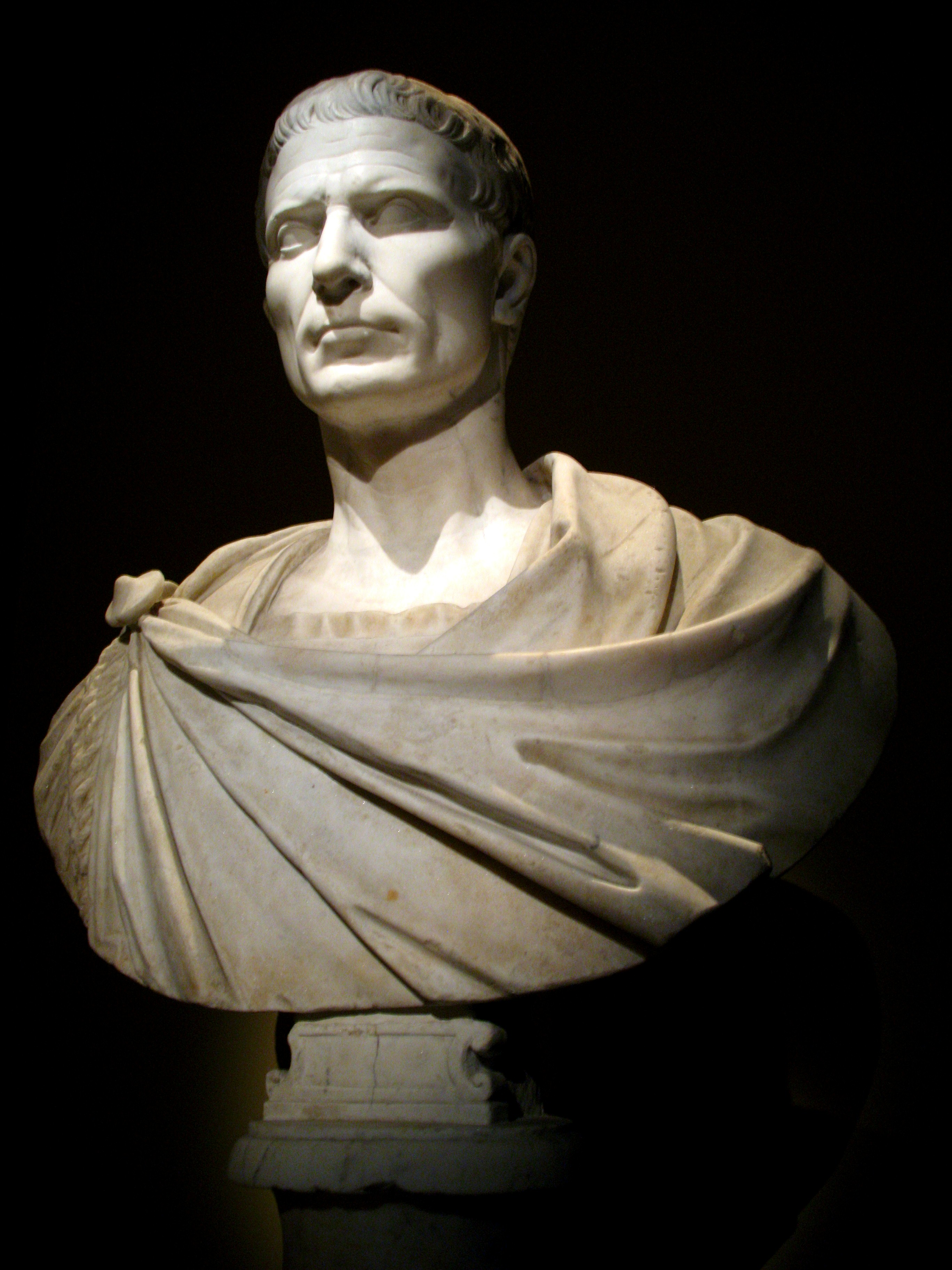
Julius Caesar, nhà độc tài La Mã

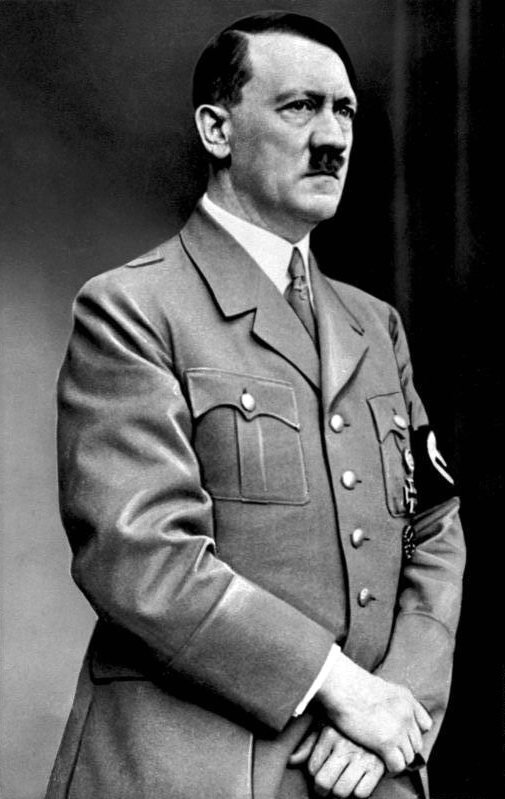
Adolf Hitler, nhà độc tài tại Đức từ 1933 tới 1945.

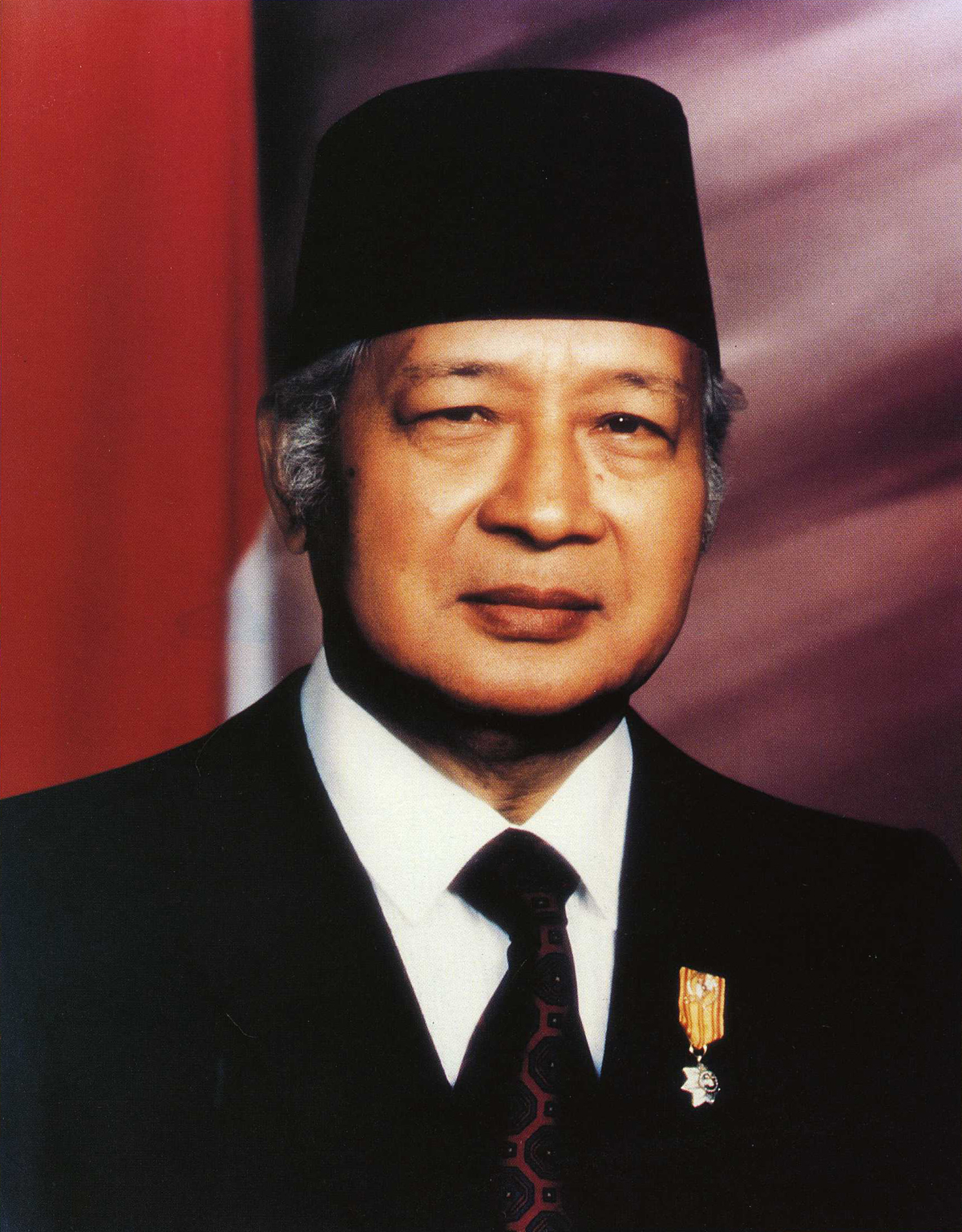
Suharto, nhà độc tài Indonesia từ 1967 đến 1998.

Nhà độc tài là một người lãnh đạo với uy quyền tuyệt đối. Một nhà nước do một người độc tài chỉ huy gọi là nhà nước độc tài. Từ dictator của tiếng Anh bắt nguồn từ chức danh của một người lãnh đạo vùng của La Mã cổ đại do Viện nguyên lão La Mã chỉ định đến cai quản trong trường hợp khẩn cấp.
Trong ngôn ngữ hiện đại, thuật ngữ "nhà độc tài" thường được sử dụng để mô tả một nhà lãnh đạo nắm giữ và/hoặc lạm dụng sức mạnh cá nhân bất thường, đặc biệt là quyền thi hành luật pháp không bị hội đồng lập pháp kiềm chế. Chế độ độc tài thường được đặc trưng bởi một số các đặc điểm sau đây: đình chỉ bầu cử và các tự do dân sự; tuyên bố tình trạng khẩn cấp; cai trị bằng nghị định; đàn áp đối thủ chính trị mà không tuân thủ các thủ tục pháp quyền; hệ thống đơn đảng, và sùng bái cá nhân.

## Sách tham khảo
- Bunce & Wolchik, Valerie, Sharon L. (2012). Socialism Vanquished, Socialism Challenged: Eastern Europe and China, 1989-2009. Oxford University Press. Truy cập ngày 5 tháng 3 năm 2013.{{Chú thích sách}}:  Quản lý CS1: nhiều tên: danh sách tác giả (liên kết)
- Issac, Jeffrey C. (2000). Between Past and Future: The Revolutions of 1989 and Their Aftermath. Central European University Press. Truy cập ngày 5 tháng 3 năm 2013.
- Pavlowitch, Stevan K. (2002). Serbia: The History of an Idea. New York, NY: New York University Press. tr. 128. ISBN 0-8147-6708-7.